# Rubén Ochandiano
Rubén Ochandiano de Higes (Madrid, 3 ottobre 1980) è un attore spagnolo.

## Biografia
Recita dapprima in numerose fictions come Médico de familia (da cui sarà tratta la fortunata serie italiana Un medico in famiglia) o Periodistas, fino a quando non coglie l'opportunità di un ruolo fisso nella serie adolescenziale Al salir de clase, che lasciò poi per dedicarsi al cinema. Debutta sul grande schermo in Flores de otro mundo nel 1999. In Italia, lo si è visto recitare nel ruolo di Ray-X nel film Gli abbracci spezzati di Pedro Almodóvar.
Ha recitato in opere teatrali come Los verdes campos del Edén diretto da Antonio Mercero, Así es... si así os parece (Miguel Narros) o Don Carlo (Calixto Bieito). Ad aprile 2011 debutta alla regia teatrale con Il gabbiano di Anton Čechov.
Ochandiano ha ricevuto diversi riconoscimenti ed è stato candidato al premio Goya come Miglior Attore per il ruolo di Sebas in Silencio Roto.

## Filmografia parziale
- Guerreros, regia di Daniel Calparsoro (2002)
- Amnèsia, regia di Gabriele Salvatores (2002)
- Biutiful, regia di Alejandro González Iñárritu (2010)
- Gli abbracci spezzati (Los abrazos rotos), regia di Pedro Almodóvar (2009)